# Ben Bova
Benjamin William Bova (n. 8 noiembrie 1932, Pennsylvania, SUA – d. 29 noiembrie 2020, Naples⁠(d), Florida, SUA) a fost un autor și editor american de science-fiction. A primit șase premii Hugo la categoria cel mai bun editor profesionist pentru munca sa la Analog Science Fiction  din anii 1970.

## Biografie
S-a născut la 8 noiembrie 1932 în Philadelphia, Pennsylvania.  Bova a rămas în istoria SF-ului american mai mult sub eticheta de editor decât sub aceea de scriitor.

## Lucrări scrise

### Antologii editate
- The Many Worlds of Science Fiction (1971), ISBN: 0-525-34550-7
- The Science Fiction Hall of Fame, Volume Two, (1973), Volumul 2 A OCLC 12264834 și Volumul 2 B OCLC 12264899
- Aliens. Orbit. 1977. ISBN 0-86007-958-9.
- The Best of the Nebulas (1989), ISBN: 0-312-93175-1
- The Future Quartet – Earth in the Year 2042 (1995)
- Nebula Awards Showcase 2008 (2008)
- Carbide Tipped Pens: Seventeen Tales of Hard Science Fiction, editată de Ben Bova și Eric Choi (2014), ISBN: 978-0-7653-3430-5

### Colecții
- Forward in Time (1973)
- Maxwell's Demons (1979)
- E (1984)
- The Astral Mirror (1985)
- Prometheans (1986)
- Battle Station (1987)
- Future Crime (1990)
- Challenges (1994)
- The Future Quartet - Earth in the Year 2042 (1995)
- Twice Seven (1998)

### SeriaExiles
- Exiled from Earth (1971)
- Flight of Exiles (1972)
- End of Exile (1975)

### SeriaGrand Tour
Seria Grand Tour prezintă colonizarea umană a Sistemului Solar la sfârșitul secolului al XXI-lea. Urmând cronologia sugerată de Bova, aceste romane sunt:
- Powersat (2005)
- Privateers (1985)
- Empire Builders (1993)
- Mars (1992)
- Moonrise (1996; The Moonbase Saga, v. 1)
- Moonwar (1998; The Moonbase Saga, v. 2)
- Return to Mars (1999)
- The Precipice (2001; The Asteroid Wars, v. 1)
- Farside (2013)
- Jupiter (2001)
- The Rock Rats (2002; The Asteroid Wars, v. 2)
- The Silent War (2004; The Asteroid Wars, v. 3)
- The Aftermath (2007; The Asteroid Wars, v. 4)
- Saturn (2002)
- Leviathans of Jupiter (Feb 2011)
- Titan (2006)
- Mercury (2005)
- Mars Life (2008)
- Venus (2000)
- The Return (2009)
- New Earth (2013)
- Death Wave (2015) Cartea I a Star Quest Trilogy și sequel al New Earth
- Apes and Angels (2016) Cartea a II-a a Star Quest Trilogy
- Survival (2017) Cartea a III-a a Star Quest Trilogy'

### SeriaSam Gunn
- Sam Gunn, Unlimited (1993) (colecție de povestiri)
- Sam Gunn Forever (1998) (colecție de povestiri)
- Sam Gunn Omnibus (2007)

### SeriaChet Kinsman
- The Weathermakers (1967)
- Millennium (1976)
- Colony (1978)
- Kinsman (1979)
- The Kinsman Saga (1987) (combină Millennium (1976) și Kinsman (1979); include introducerea și narațiunea lui Bova, explicând relucrarea acestor două romane)

## Romane de sine stătătoare
- Out of the Sun. Holt, Rinehart & Winston. 1968. ISBN 978-0-8125-3210-4.
- Escape! (1969)
- THX 1138 (cu George Lucas) (1971), bazat pe filmul THX 1138
- When the Sky Burned (1972)
- Gremlins, Go Home! (cu Gordon Dickson) (1974)
- The Starcrossed (1975)
- The Multiple Man (1976)
- City of Darkness (1976)
- Test of Fire (1982) (ediție revizuită a When the Sky Burned)
- The Winds of Altair (1973) (ediție revizuită în 1983)
- Peacekeepers (1988)
- Cyberbooks (1989)
- The Trikon Deception (cu Bill Pogue) (1992)
- Triumph (1993), ISBN: 0-312-85359-9 (o lucrare de istorie alternativă, stabilită la sfârșitul celui de-al doilea război mondial, în care Winston Churchill descrie asasinarea lui Iosif Stalin și în care Franklin D. Roosevelt trăiește la sfârșitul anului 1945)
- Death Dream (1994)
- Brothers. NEL. 1995. ISBN 0-450-61335-6. – expanded edition later republished as The Immortality Factor
- The Green Trap (2006)
- Laugh Lines (2008) (A collection of short stories, 'The Starcrossed' and 'Cyberbooks')
- The Immortality Factor. Tor. 2009. ISBN 978-0-7653-0525-1. – earlier shorter edition published as Brothers
- The Hittite (2010) (repovestire a operei Iliada)
- Able One (2010)
- Power Play (2011)
- Mars, Inc.: The Billionaire's Club. Baen. 2013. ISBN 978-1-4516-3934-6. – a "parallel" version of the exploration of Mars, where private enterprise (and not a government program) drives the conquest.[11]
- Transhuman (2014)
- Rescue Mode (cu Les Johnson) (2014)
- Power Surge (2015)

### SeriaOrion
- Orion (1984)
- Vengeance of Orion (1988)
- Orion in the Dying Time (1990)
- Orion and the Conqueror (1994)
- Orion Among the Stars (1995)
- Orion and King Arthur (2011)

### SeriaTo Save the Sun
- To Save the Sun (cu A.J. Austin) (1992)
- To Fear the Light (cu A.J. Austin) (1994)

### SeriaVoyagers
- Voyagers (1981, volumul I)
- The Alien Within (1986, volumul II)
- Star Brothers (1990, volumul III)
- The Return (2009, volumul IV)

### SeriaWatchmen
- The Star Conquerors (1959)
- Star Watchman (1964)
- The Dueling Machine (1969)
- As on a Darkling Plain (1972)

### SeriaStar Quest
- New Earth (2013)
- Death Wave (2015)
- Apes and Angels (2016)
- Survival (2017)